# Дранга, Пётр Юрьевич
Пётр Ю́рьевич Дра́нга — российский музыкант, аккордеонист-виртуоз, дирижёр, композитор, режиссёр, актёр, продюсер. Заслуженный артист Российской Федерации (2023).

## Биография
Пётр Дранга родился в Москве в семье музыкантов Юрия Дранги и Елены Кирилловны. Юрий Дранга — профессор Гнесинской музыкальной академии, имеет звание народного артиста России и заслуженный артист РСФСР.
Некоторое время вся семья проживала у бабушки в Ростове, а затем уехали в Волоколамск, где в те времена было создано много ферм. Мальчик много времени проводил с животными, из-за чего мечтал стать ветеринаром. Его сёстры стали пианистками. Пётр Дранга начал заниматься музыкой под руководством отца, сначала играл на фортепиано, затем перешёл на аккордеон.
В школьные годы Дранга увлёкся биологией. Вместе с друзьями сидел на лекциях и ходил в анатомический театр.
Учился в Гнесинском музыкальном училище на отделении народных инструментов и дирижирования. По окончании училища поступил в Гнесинскую академию, где работал отец.
В 1990 году поступил в музыкальную школу имени Рихтера.
В 12 лет в 1996 году стал лауреатом VI Московского открытого конкурса аккордеонистов, в октябре того же года — лауреатом Международного конкурса аккордеонистов в Кастельфидардо, Италия.
В 1997 году участвовал в 13-м Международном фестивале в Санкт-Петербурге.
В 1998 году выступал на Международном фестивале в Пекине (КНР). Стал лауреатом Международного конкурса аккордеонистов в Испании (Астурия).
В 1999 году получил звание лауреата на VII Московском открытом конкурсе. Окончив школу, начал участвовать в концертах Российского фонда культуры.
В январе 2000 года — лауреат 1-го Всероссийского конкурса музыкантов «Новые имена».
С ноября 2004 года начал концертную деятельность, выступая как сольно, так и в составе «сборных» концертов, стал сотрудничать со исполнителями российской и зарубежной эстрады (Газманов, Каас Патрисия), джазовыми исполнителями (Бутман, Долина), классическими музыкантами (Коган).
В декабре 2004 года выступил в Грановитой палате Кремля на Президентском новогоднем вечере.
Выступает в качестве продюсера компании «Дранга-мьюзик».
В мае 2000 года ушёл из дома. Свободное время посвящал работе в студии. Освоил акустическую и бас-гитары. Начал создавать аранжировки классических композиций. Углубился в панк-рок, арт-рок, гранж и музыку других направлений и стилей.
В ноябре 2001 года организовал инструментальный коллектив «Торра». В декабре 2001 года устроился работать музыкантом в ресторан, попутно продолжал делать аранжировки инструментальной музыки для аккордеона в студии. В результате конфликта группа «Торра» распалась. В июне 2002 года уехал работать на Северный Кавказ, по возвращении создал небольшую студию и организовал вокально-инструментальный коллектив «Овердрайв». В сентябре начал работать в столичных клубах. Тогда же состоялась первая гастрольная поездка в Италию «I love D n B». Окончил музыкальное училище по специальности сольный исполнитель (аккордеон) и дирижёр оркестра, поступил в академию имени Гнесиных.
В 2008 году выпустил первый альбом «23», состоящий из 12 композиций. Здесь есть французский шансон, латино, танго и рок.
8 ноября 2009 года состоялся концерт Дранги в ГЦКЗ «Россия», посвящённый его 25-летию. Там звучала не только музыка Дранга, но и песни Бабкиной, Кобзона, Валерии, Баскова и других.
18 октября 2014 года состоялся четвёртый сольный концерт в Санкт-Петербурге — в «Мюзик-холле».
Помимо инструментальных композиций исполняет песни как на русском, так и на английском языках.
Выступал на российской общенациональной телевизионной премии ТЭФИ, на кинопремии «Золотой Орёл».
В 2016 году выпустил два альбома — «Гольфстрим» и «Перспектива».
В декабре 2017 выпустил альбом «Часть первая с оркестром», в котором представил один из своих музыкальных экспериментов в виде каверов на всемирно известные композиции.
В декабре 2017 выпустил альбом «Часть первая с оркестром» с экспериментами в виде каверов на известные композиции.
10 сентября 2023 года в рамках культурной программы Восточного экономического форума состоялась премьера «Симфонии № 1 для искусственного интеллекта с Большим симфоническим оркестром», написанной Петром Дранга и являющейся первой в музыкальном цикле «Энергии мира». Симфония в четырёх частях написана в классической структуре. В первой и второй частях солировали музыканты-виртуозы из Китая, нейросетевая модель от Сбера SymFormer управляла экспрессивностью исполнения непосредственно на сцене с помощью виртуального синтезатора. В третьей и четвёртой частях впервые в мире прозвучала импровизация от нейросети (SymFormer) в режиме реального времени. По задумке композитора нейросеть переосмыслила симфонию, изменив и дополнив её, и стала участником творческого процесса и соавтором композиции. Премьера состоялась на Приморской сцене Мариинского театра.
Премьера второго произведения из музыкального цикла «Энергии мира» — симфонии «Я’ОНИ’МЫ», состоялась 1 февраля 2024 года в Большом зале Московской государственной консерватории им. П. И. Чайковского. Симфония прозвучала в исполнении Большого симфонического оркестра DYP ORCHESTRA, Государственного академического хора имени А. В. Свешникова, а также солистов Большого и Мариинского театров, «Геликон-оперы» и хора musicAeterna.
Концепт симфонии построен необычным образом: каждый инструмент является тотемным продолжением человеческого голоса. Контрабас звучит в унисон с басом, виолончель — с баритоном, альт — с тенором, скрипки — с контратенором. А семантика названия «Я’ОНИ’МЫ» раскрывается в обратной последовательности.
- МЫ — мужчины. Представляет собой диалог о смысле бытия между представителями сильного пола. Исполняется солистом Мариинского театра Михаилом Петренко, солистом Большого театра Эльчином Азизовым, ведущим солистом «Геликон-оперы» Иваном Гынгазовым и солистом хора musicAeterna Андреем Немзером.
- ОНИ — женщины. Символизирует другой взгляд на мир. Исполняется женским составом Государственного академического хора имени А. В. Свешникова.
- Я — внутренний диалог человека, его раздумий и переживаний. Исполняется Эльчином Азизовым в сопровождении мужского состава Государственного академического хора имени А. В. Свешникова.

Пётр Дранга по решению общего совета Международного Благотворительного Фонда был награждён орденом «За возрождение традиций меценатства и благотворительности», музыкант также награждён медалями Фонда президентских программ «Кремль» «За высокое мастерство и верность профессии» и «За высоту творческих свершений».
За время учёбы стал лауреатом многих престижных и ведущих конкурсов в области академической музыки — 6 и 7 Открытого конкурса аккордеонистов (Москва 1996, 1999), Международного конкурса в Италии (1996), Международного фестиваля в Санкт-Петербурге(1997), в Москве (2003), Международного конкурса в Испании (2003), в Китае (КНР — 2002), Всероссийского конкурса музыкантов «Новые имена».

### Кино
Режиссёрская карьера началась с клипа к его работе с одноимённым названием «Tango» в 2016 году. Следующим стал клип на песню «В потолок» (2016).
В 2019 году снял трейлер к спектаклю «Иранская конференция», поставленном в Театре наций.
- 2009 — «Фонограмма страсти» — официант
- 2011 — «Выкрутасы» (Россия) — музыкант на свадьбе
- 2011 — «Давно не виделись» (сериал, Россия) — камео
- 2020 — Короткометражный фильм «Муза» (2020) / Short movie «Muse» — композитор, режиссёр, продюсер.

#### Музыка к фильмам
- 2008 — «Тариф Новогодний»
- 2010—2011 — «Девичник» (Россия)[19]
- 2011 — «Над городом» (Россия)[19]
- 2012 — «Пока цветёт папоротник»
- 2020 — «Муза» (короткометражный фильм)

### Мультфильм
- 2025 — «Простоквашино» — в роли самого себя .

#### Музыка к мультфильмам
- 2025 — «Простоквашино» (150 серия)

Несколько месяцев Петр Дранга проработал в программе пародиста Александра Пескова.
В 2007 году стал участником шоу телеканала «Россия» — «Танцы на льду». Выступая в паре с фигуристкой Оксаной Грищук, занял 3 место. Был гостем шоу «Слава богу, ты пришёл». Стал участником шоу «Магия», ведущим которого был Владимир Зеленский.
С 20 сентября 2015 года принимал участие в 3 сезоне шоу «Точь-в-точь» на Первом канале. Перевоплощался в Валерия Меладзе, Эминема, Владимира Кристовского, Энрике Иглесиаса, Вячеслава Тихонова, Серёгу, Джастина Тимберлейка, Александра Васильева, Петра Налича, Джея Кея и Игоря Талькова.
В 2018 году принял участие в шоу «Звёзды под гипнозом».
Предпочитает играть на инструментах итальянской марки Bugari Armando. Всего у музыканта шесть сделанных на заказ аккордеонов этой фирмы. Среди хобби центральное место занимают занятия плаванием и дайвингом. Работает моделью.
Неоднократно выступал у князя Монако и Ричарда Брэнсона.
В 2022 году Петр Дранга — основатель коллектива «DYP orchestra», композитор и генеральный продюсер спектакля-концерта «Фрида» , 
С 8 октября 2023 года — член жюри шоу «Перепой звезду!» на Первом канале.

## Дискография
- «23» — (2008)[23]
- «Perspective» — 2011
- Make me wanna stay (сингл) — 2013
- «Spell» (single) — 2014
- «Гольфстрим» — 2016
- «В потолок» (single) — 2016
- «Забуду» (single) — 2016
- «Radondo Red» (single) — 2017
- «Part One» — 2017
- «Metamorphosis» − 2018

- «You Will Never Be Gone» (single) — 2020[24]
- «Stepping Into» — 2020[25]

## Видео
- Unforgettable — 2013
- Make Me Wanna Stay — 2013
- Руку твою — 2016
- В потолок 2016
- Redondo Red — 2016
- Ради тебя музыка — 2016
- Без твоей любви — 2016
- Tango — 2016
- 2nd Part — 2018
- They Don’t Care About Us" by Michael Jackson. Cover by Peter Dranga — 2020[26]
- Синий платочек — 2020[27]

## Награды
- Заслуженный артист Российской Федерации (8 ноября 2023 года) — за большой вклад в развитие отечественной культуры и искусства, многолетнюю плодотворную деятельность[28].